# Slag van de Dertig

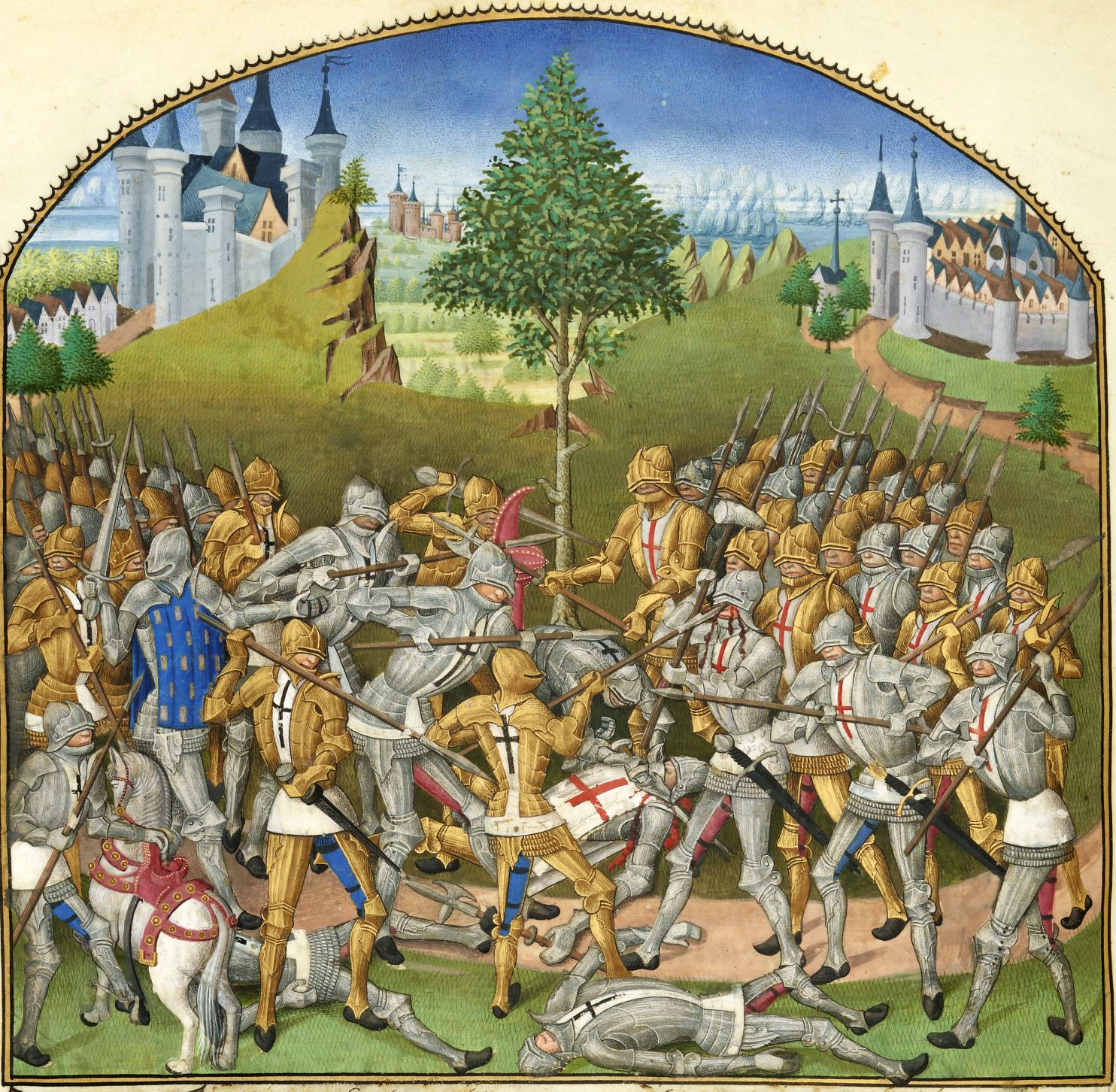
De Slag van de Dertig, uit de Compillation des cronicques et ystoires des Bretons (1480), Pierre Le Baud

Slag van de Dertig, (Engels: Combat of the Thirty; Frans: Combat des Trente; Bretons: Emgann an Tregont) is de naam van een gevecht tijdens de Bretonse Successieoorlog, dat op 26 maart 1351 plaatsvond halverwege de kastelen van de Bretonse stadjes Josselin en Ploërmel.
Het gevecht, dat in feite het karakter had van een riddertoernooi, was voor het krijgsverloop van ondergeschikt belang, maar omdat het geleverd werd overeenkomstig de principes van middeleeuwse ridderlijkheid, werd het, mede door de beschrijving ervan in ballades en andere, latere, literaire werken, tot een legendarische gebeurtenis.

## Aanleiding
Het huis Montfort, stammend uit Montfort-l'Amaury, en het huis Blois betwistten in de 14e eeuw het recht op het hertogdom Bretagne. Hun conflict maakte deel uit van de Honderdjarige Oorlog, daar het huis Montfort de steun genoot van Engeland, toentertijd geregeerd door koning Eduard III, en dat van Blois die van Frankrijk, toentertijd geregeerd door koning Filips VI.
In 1351 was deze oorlog in een soort patstelling beland. Beide partijen beheersten (delen van) kastelen, vestingen, en dergelijke, in Bretagne en deden af en toe uitvallen tegen vijandelijk gebied. Twee legeraanvoerders, die eerst een tweegevecht wilden voeren, kwamen in de plaats daarvan een gearrangeerd gevecht in de stijl van een riddertoernooi overeen tussen aan elke zijde 20 à 30 (uiteindelijk 30) ridders en schildknapen. De locatie was op een als toernooiveld ingericht terrein aan de voet van een grote eik, halverwege Josselin, dat in handen was van de mannen van Blois, en Ploërmel, dat in handen was van die van Montfort.

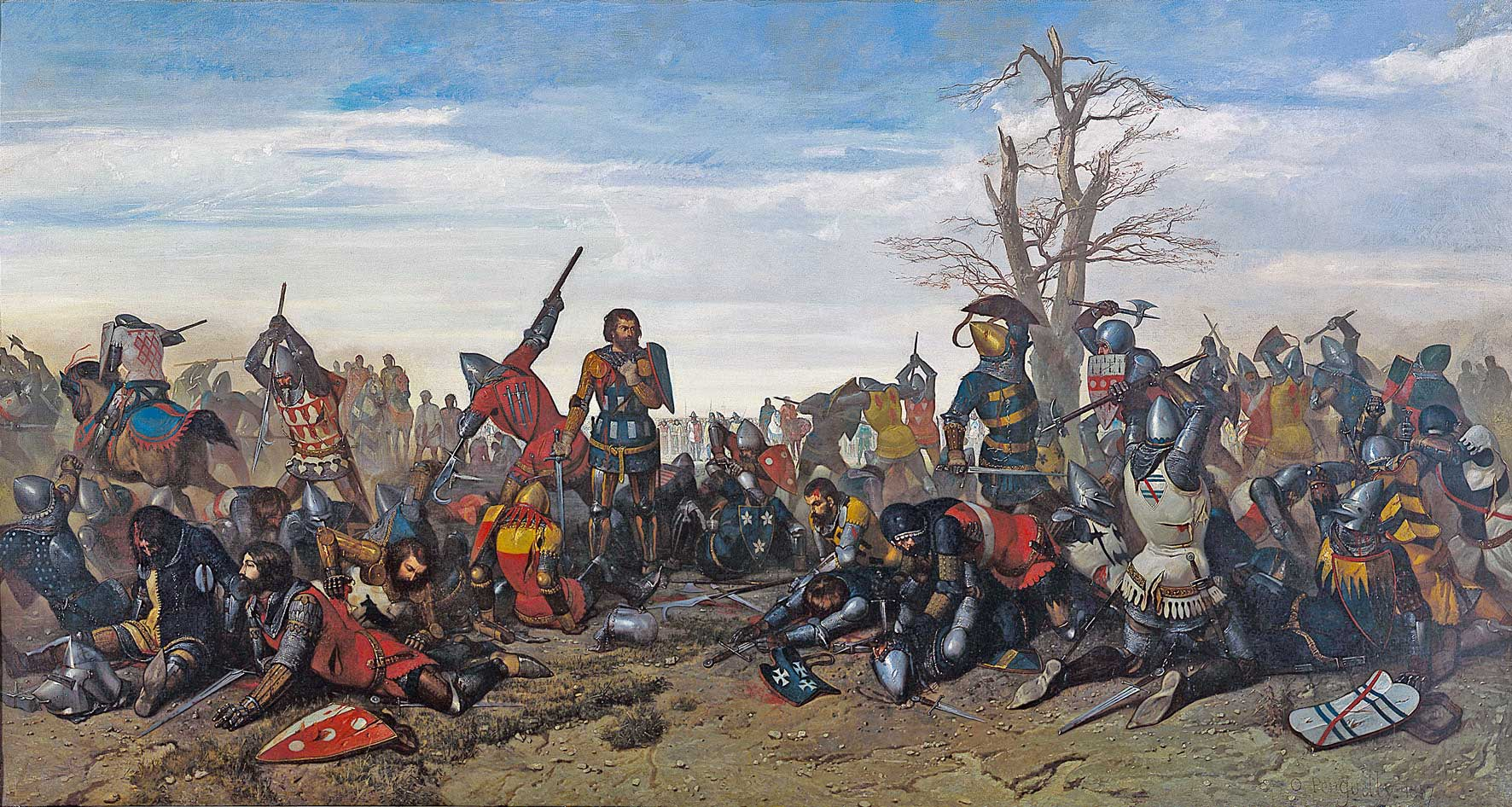
De slag van de Dertig, historieschilderij uit 1857 van Octave Penguilly L'Haridon, Musée des Beaux-Arts de Quimper

## De aanvoerders
Deze beide legeraanvoerders waren:
- Aan de zijde van Blois: Jean de Beaumanoir, geboren in 1310, overleden in 1366 of 1367. Deze was voor hertog Karel van Blois maarschalk (maréchal) van Bretagne. Hij ligt begraven in de abdij van St. Magloire de Léhon, 2 km. ten zuiden van Dinan.
- Aan de zijde van Montfort: Robert Bemborough. Het leven en de herkomst van deze man is grotendeels in nevelen gehuld, bij gebrek aan objectieve, neutrale bronnen waaraan een nauwkeurige biografie kan worden ontleend. Volgens Le Bel en Froissart (zie hierna) was hij een Duitser genaamd Brandebourch of Bembro.

## Verloop van de strijd

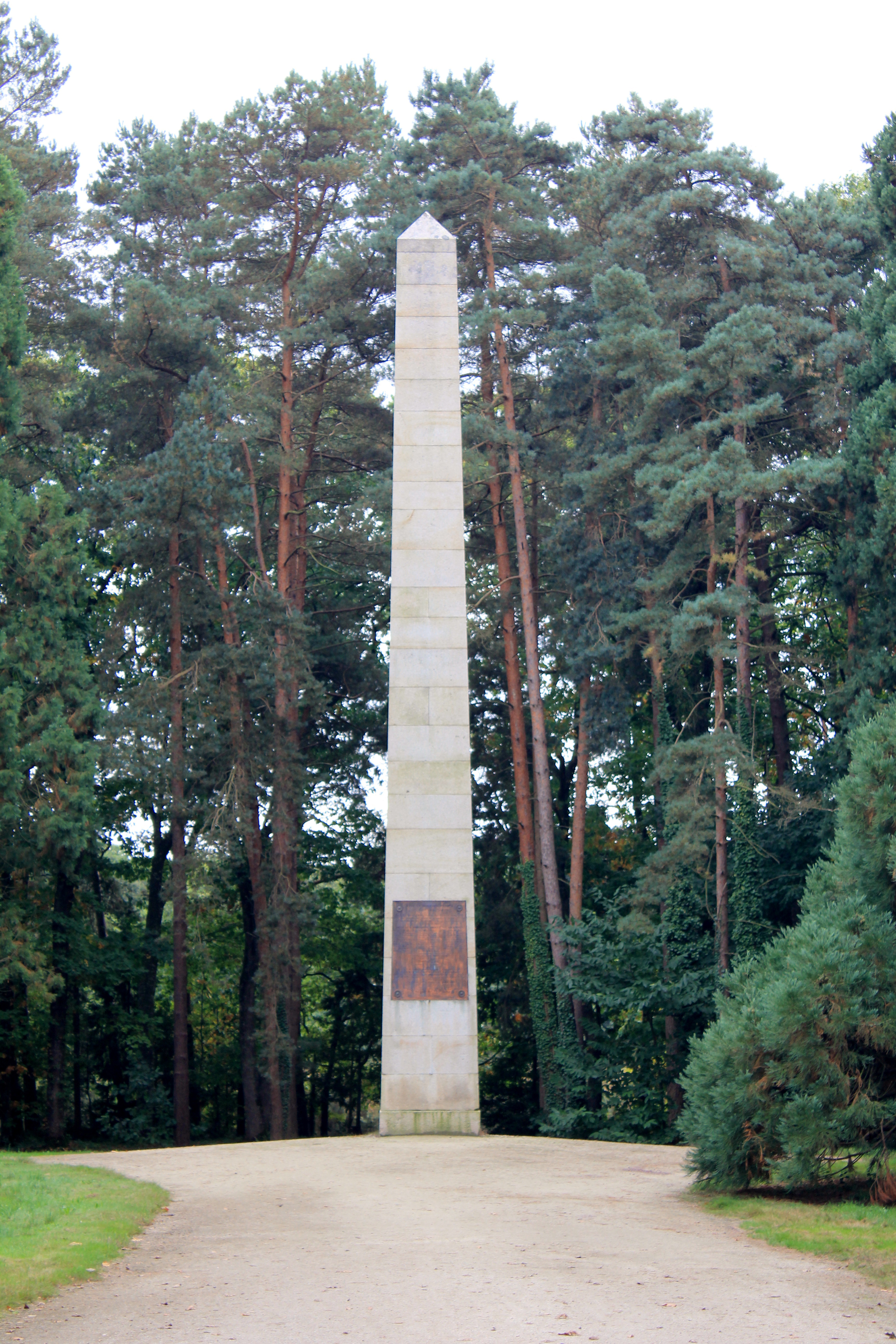
Kolom van de dertig in de gemeente Guillac, in de Morbihan

Beaumanoir had het commando over dertig Bretonse strijders (van wie de identiteit van allen door historici is vastgesteld), Bemborough had twintig Engelsen, zes Duitse huurlingen en vier Bretons uit Montfort onder zich. De strijd werd uitgevochten zowel te paard als te voet, en met zwaarden, lansen, dolken en strijdbijlen, en was furieus. Na geruime tijd vechten waren er aan de zijde van Blois/Frankrijk vier doden, aan Engels/Bretonse zijde twee. Er werd een pauze voor rust en het behandelen der verwondingen afgesproken. Na de hervatting van de strijd sneuvelde Bemborough. De Engelsen werden in de verdediging gedrongen en gingen in een soort egelstelling, die de Fransen eerst niet konden doorbreken.
De beslissing viel, doordat de schildknaap Guillaume de Montauban zijn paard besteeg en dwars op de Engelse linie afreed en zeven Engelsen vertrappelde (een daad die sommige minstreels en kroniekschrijvers, vooral pro-Engelse, als onridderlijk beschouwden). De andere Engelsen moesten zich toen overgeven. De partij van Blois en Frankrijk won het gevecht dus. In totaal sneuvelden er zes Fransen en negen Engelsen. Alle andere deelnemers aan de strijd raakten gewond, van wie velen zeer ernstig. De Engelsen werden gevangen genomen en later tegen betaling van een bescheiden losgeld weer vrijgelaten.
Voor het verdere verloop van de oorlog was het gevecht van weinig ander dan propaganda-belang.
Al spoedig werd ter herinnering aan de strijd ter plaatse een gedenksteen opgericht; op die plek staat nog steeds een monument.

## Beschrijving van het gevecht in de literatuur
Talrijke troubadours en minstreels componeerden ballades en andere gedichten over dit gevecht. De pro-Franse auteurs beschrijven Bemborough doorgaans als een wrede, de plaatselijke bevolking onderdrukkende schurk.
- Jean le Bel: Vrayes Chroniques, 2e helft 14e eeuw: Le Bel zou het verslag van de strijd van één der combattanten gehoord hebben, onbekend is van wie.
- Jean Froissart: in deel I van de Kroniek van Froissart, te dateren eind 14e eeuw, beschrijft hij de strijd vooral als een edel, ridderlijk gevecht; hij beschouwt het gedrag van de strijders aan beide zijden als zo edel als dat van de personages in het Roelandslied. Froissart vermeldt het werk van Le Bel als een van zijn bronnen. Evenals Le Bel kiest Froissart geen partij ten voordele van Engeland dan wel Frankrijk.
- Pierre Le Baud (1450-1505), een Frans geestelijke en historicus, die in Compillation des cronicques et ystoires des Bretons (1480) wilde aantonen dat het Huis Montfort de oudste rechten op Bretagne had. Hij stelt dat Bemborough een goede reden voor zijn hardvochtig, wreed gedrag had: een jaar voor de Slag van de Dertig was een strijdmakker van hem, baron Thomas Dagworth, sinds drie jaar lid van het Engelse parlement, in een hinderlaag door bretons vermoord. Deze moord wilde Bemborough wreken.
- De Engelse schrijver Edward Smedley (1788-1836) beschreef in het jaar van zijn overlijden het gevecht in zijn boek History of France, en bekritiseerde ook de manoeuvre van Guillaume de Montauban als ietwat verraderlijk.
- William Harrison Ainsworth publiceerde in 1859 een bewerking van Froissarts werk, en voegde daar een door hem samengestelde lijst met alle deelnemers aan de Slag van de Dertig aan toe.
- Arthur Conan Doyle baseerde zich op Smedleys werk in zijn historische roman Sir Nigel, die van december 1905 tot december 1906 eerst als feuilleton in het blad The Strand Magazine verscheen.